# Rhynchostegium jamesii
Rhynchostegium jamesii là một loài rêu trong họ Brachytheciaceae. Loài này được Sull. mô tả khoa học đầu tiên năm 1874.